# NEC PC-9800

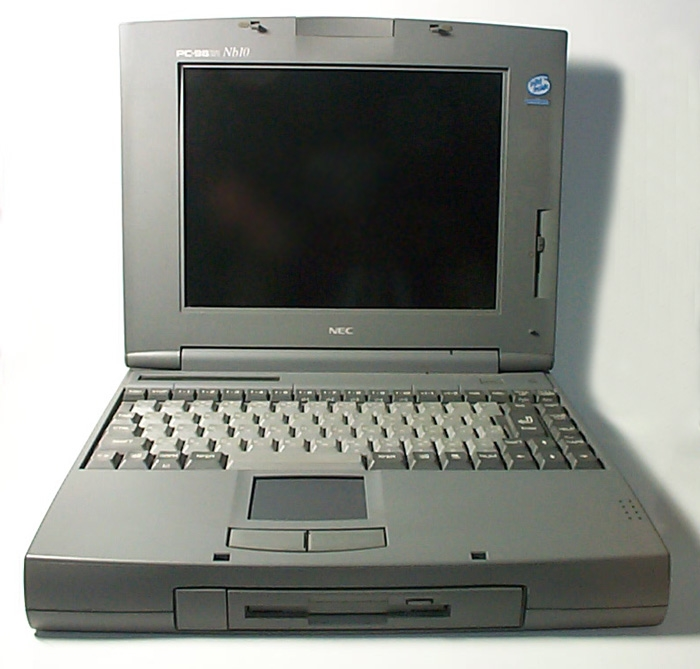
Ноутбук NEC PC-9821 NB10.

NEC PC-9800 (сокращённо PC-98, PC-98XX) — форм-фактор компьютеров производства NEC, доминировавший на японском рынке персональных компьютеров для дома и бизнеса в 1980—1990-х годах.
Первая модель стандарта PC-98 — PC-9801 — была выпущена в октябре 1982 года. Она была оснащена процессором Intel 8086 с частотой 5 МГц, двумя графическими контроллерами µPD7220 (один для текста, другой для графики), 128 Кб оперативной памяти, расширяемой до 640 Кб. 8-цветный дисплей имел максимальное разрешение 640×400 пикселей. Следующая модель, PC-9801E, появившаяся в 1983 году была оснащена процессором 8086-2, который мог переключаться между частотами в 5 и 8 МГц. В начале 1990-х 50 % всех проданных в Японии компьютеров были PC-98. Последним из представителей линейки этих компьютеров был PC-9821Ra43, основанный на процессоре Celeron с частотой 433 МГц, появившийся в 2000 году.

## История

### Предпосылки
NEC разрабатывала компьютерные системы с 1950-х годов, и к 1976 году входила в пятёрку крупнейших производителей мейнфреймов в Японии. Попытки подразделения New Nippon Electric (позднее NEC Home Electronics) достичь такого же успеха на зарождающемся рынке домашних компьютеров встречали скептицизм и критику от Information Processing Group, занимавшегося разработкой мейнфремов. Тем не менее, подразделение NEC Electronic Device Sales Division сумело создать и выпустить набор TK-80, являвшийся прообразом одноплатного домашнего компьютера. Этот набор приобрел большую популярность среди любителей электроники в Японии, что позволило развивать это направление дальше.
В 1979 году Electronic Device Sales Division выпустила восьмибитный PC-8001, захватившей к 1981 году 40 % всего рынка персональных компьютеров в Японии, и руководство стало рассматривать данное направление как одно из приоритетных. В том же 1981 году направление персональных компьютеров было разделено на три части, специализировавшихся в своей области: New Nippon Electric занялось серией 8-битных домашних компьютеров (ставшие основой серии PC-6000), Information Processing Group — 16-битными компьютерами для бизнеса, а Electronic Devices Group — сериями NEC PC-8000, NEC PC-8800 и NEC PC-100.

### Разработка архитектуры

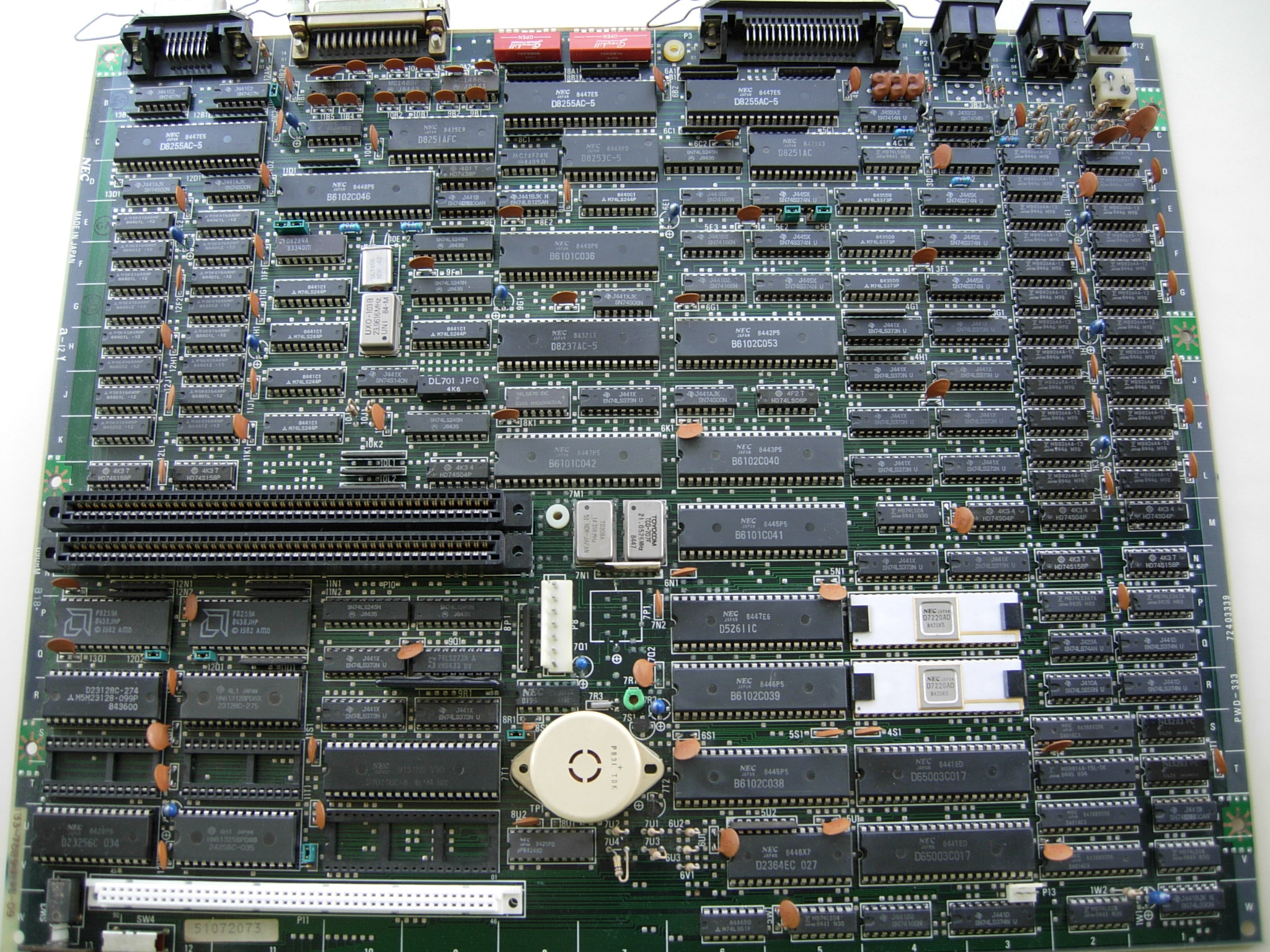
Материнская плата PC-9801F

Развитием направления в Information Processing Small Systems Division занимались Синзо Хамада (яп. 浜田 俊三) и Нобору Озава (яп. 小澤 昇). Первоначально планировалось, что новые компьютеры будут младшими адаптированными версиями компьютеров NEAC System 100 (яп. NEACシステム100), предназначенных для бизнес-задач. Казуя Ватанабе (яп. 渡邊 和也), отвечавший за разработку PC-8001, одним из требований выдвинул поддержку популярного на тот момент интерпретатора Microsoft BASIC (а именно версию N88-BASIC для PC-8800), что позволило бы адаптировать программы для старых компьютеров NEC под новую платформу. Хамада связался с ASCII Corporation, занимавшейся распространением интерпретатора на территории Японии, но получил неутешительный ответ: Microsoft не была заинтересована в дальнейшей разработке 8-битной версии, предложив взамен использовать находившийся в разработке 16-битный GW-BASIC, который не был совместим с предыдущей версией.
Неопределенность в развитии архитектуры не позволяла выбрать направление платформы — для домашнего пользователя или для бизнеса. Опрос занимавшихся разработкой программ компаний показал, что потребительский рынок хочет 16-битный компьютер, совместимый с предыдущими поколениями компьютеров NEC. В итоге, в феврале 1982 года команда программистов NEC начала обратную разработку N88-BASIC, создав полностью с нуля совместимую версию N88-BASIC(86). С готовым интерпретатором в марте 1982 года инженеры смогли наконец начать разработку первой модели серии PC-9801, получившей кодовое имя N-10. Первый прототип был готов уже в июле 1982 года. Несмотря на то, что N88-BASIC(86) являлся детищем NEC, опасения судебного иска о нарушении авторских прав побудили Хамаду приобрести лицензию на N88-BASIC так, будто бы использовалась именно эта версия, вплоть до отображения сообщения об авторских правах Microsoft.
Особое внимание уделялось поддержке сторонних разработчиков, которые смогли бы поддержать платформу в момент её выпуска на потребительский рынок. Было создано порядка 50-100 прототипов с технической документацией, которые бесплатно распространялись среди компаний.

### Выход на рынок
Модель PC-9801 стоимостью 298 тыс. йен (около 1200 долларов США) была выпущена в октябре 1982 года. Она была оснащена процессором Intel 8086 с тактовой частотой 5 МГц, двумя графическими контроллерами µPD7220 (один для текста, другой для графики) и 128 Кб оперативной памяти, расширяемой до 640 Кб. 8-цветный дисплей имел максимальное разрешение 640×400 пикселей. Для работы требовался 8- или 5,25-дюймовый дисковод. Базовая система могла отображать ограниченный набор символов JIS X 0201, включавший цифры, английский алфавит и катакану в половину стандартной длины, поэтому пользователи обычно докупали дополнительную плату с ROM, содержащим набор символов кандзи.
Следующая модель PC-9801F поставлялась с процессором 8086-2, который мог работать на частотах 5 или 8 МГц. В модель F2 уже входили два 5,25-дюймовых дисковода с поддержкой дискет 640 Кб (2DD, двусторонние Double Density), ROM с JIS кандзи символами (2965 символов). Эта модификация, несмотря на более высокую стоимость — 398 тыс. йен (1700 долларов), была хорошо встречена разработчиками ПО и бизнесом.
Тем временем Electronic Devices Group выпустила PC-100, попытавшись представить графический интерфейс в стиле Apple Lisa, однако продажи были неважными на фоне успеха PC-98. В 1983 году NEC консолидировала разработку и выпуск персональных компьютеров на два направления — 8-битный рынок остался за NEC Home Electronics, а 16-битными компьютерами полностью занялось Information Processing Group. Electronic Device Group было расформировано.

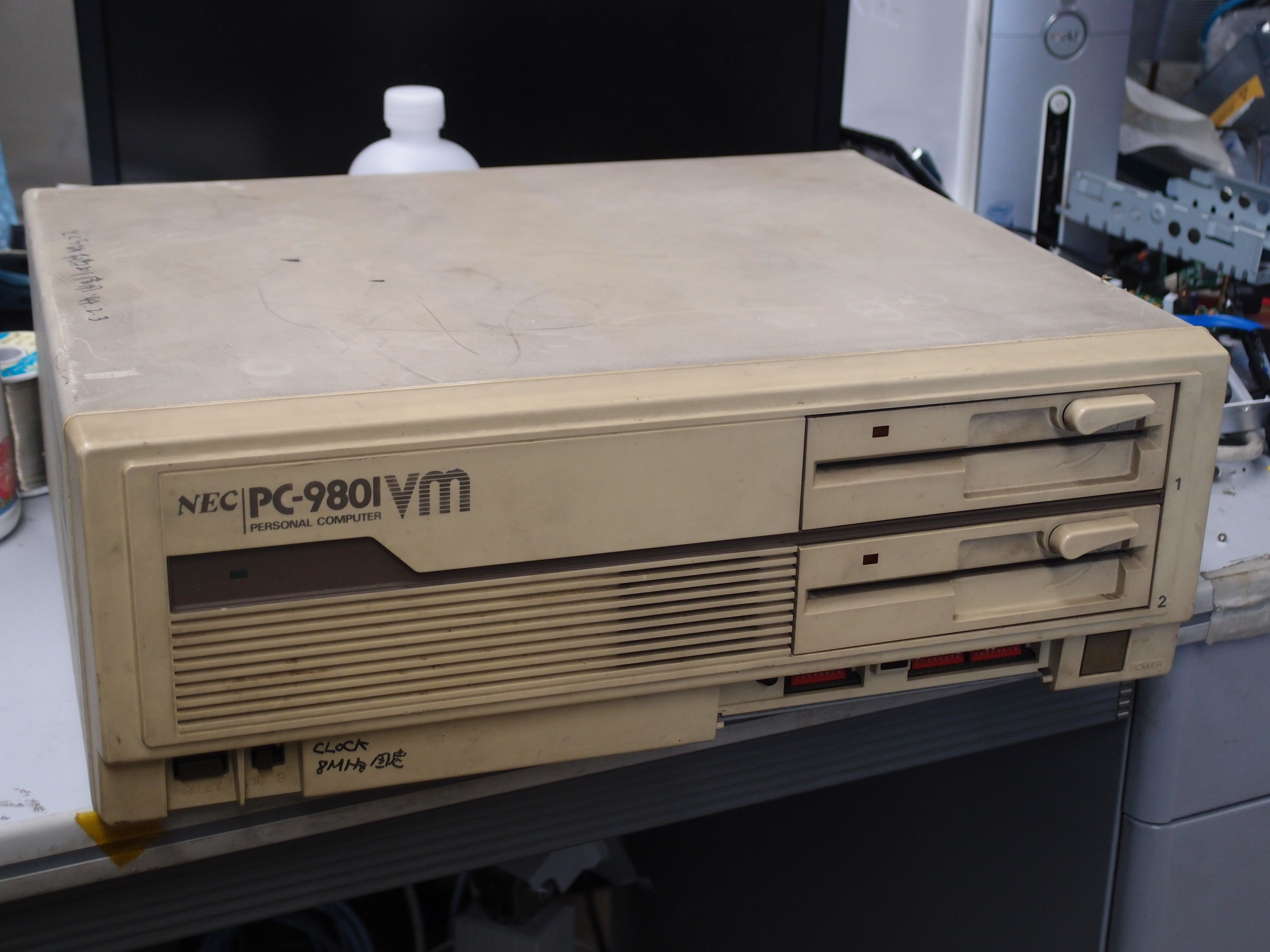
PC-9801VM (1985)

Следующая итерация развития платформы началась в 1985 году с выходом PC-9801VM, уже использовавшим процессор собственной разработки NEC V30 с частотой 10 МГц. Модель VM2 поставлялась с двумя 5,25-дюймовыми дисководами, поддерживающими 2DD и 2HD дискеты. Эта модель получила большой спрос в Японии, ежегодные продажи составляли около 210 тыс. компьютеров.
По соглашению с Microsoft и ASCII NEC разрешила компаниям распространять урезанную версию MS-DOS 2.11 в составе собственных продуктов без лицензионных отчислений. Microsoft пошла на это, чтобы вытеснить с рынка CP/M-86, использовавшимся конкурентами NEC. Пермиссивная политика NEC в отношении распространения ПО среди пользователей позволила к концу 1983 года захватить около половины рынка персональных компьютеров в Японии. В 1987 году, когда NEC анонсировала выпуск миллионного компьютера PC-98, существовало уже порядка 3000 программных продуктов, доступных для платформы.
NEC также уделяла большое внимание обратной совместимости между поколениями PC-98. PC-9801VM, способный работать на частотах 8 и 10 МГц, также мог поставляться с дополнительной картой с 8086, поскольку процессор V30 имел несовместимые инструкции. Программы, разработанные для нового поколения, могли использовать инструкции V30, отсутствующие в 8086, поэтому PC-9801VX (1986) могла выборочно запускаться в режиме Intel 80286 или V30. Модель PC-9801RA (1988) уже содержала процессоры обоих линеек — Intel 80386 и V30. В PC-9801DA (1990) был только один процессор, но возможность выбора тактовой частоты процессора по-прежнему осталась.

### Первые лаптопы и клоны сторонних компаний

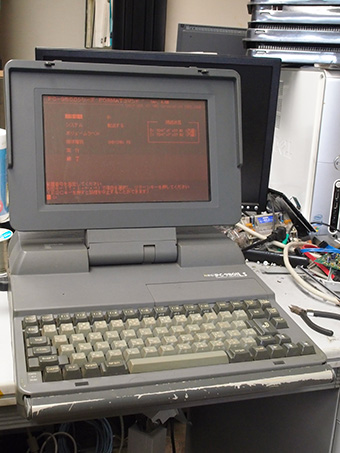
PC-9801LS (1988)

Тем временем на рынке стали появляться первые переносные компьютеры — лаптопы, ближайший конкурент компании Toshiba выпустил достаточно успешный T3100. Пробуя силы в новом сегменте, NEC выпустила переносной PC-98LT, имевший, однако, ограниченную совместимость с платформой PC-98, и поэтому не пользовавшийся большой популярностью. Тем не менее, NEC смогла извлечь из этого правильный вывод — PC-98 для дальнейшего развития требовал материнскую плату меньших размеров.
Другим вызовом для платформы стало появление нелицензированных аппаратных клонов PC-98 — PC-286, выпускавшихся Epson. NEC подала на компанию иск, заявляя, что та нарушила права, использовав без лицензирования оригинальный BIOS, на что Epson была вынуждена выпустить обновленную ревизию компьютера, BIOS которого был воссоздан в условиях «чистой комнаты» и уже не содержал встроенного интерпретатора BASIC, что делало итоговый продукт несовместимым с PC-98. Несмотря на то, что NEC вряд ли могла выиграть дело, в ноябре 1987 года Epson договорилась с NEC в досудебном порядке, опасаясь урона репутации.

## Архитектура платформы

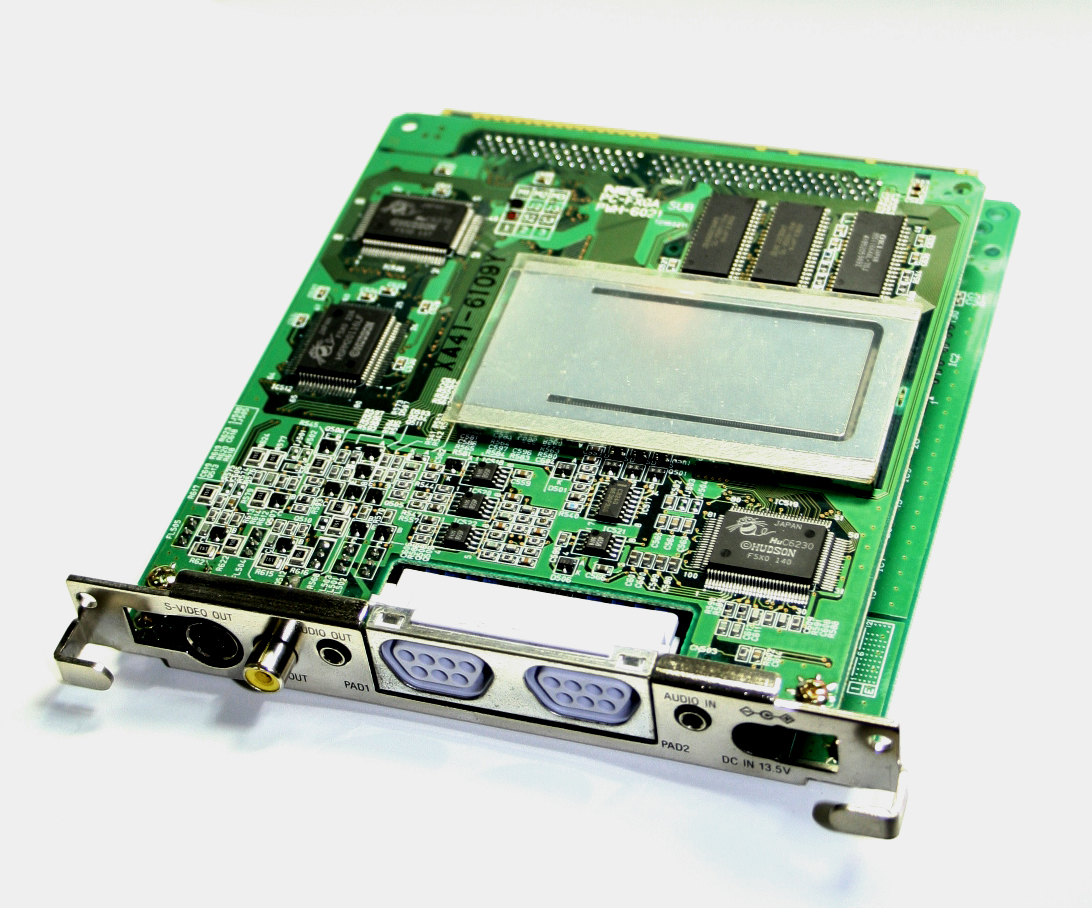
Карта PC-FXGA для машин серии PC-9800, слот C-Bus

Архитектура PC-98 во многом отличается от IBM PC, к примеру, в ней используется своя собственная 16-битная шина C-Bus вместо шины ISA и E-Bus (NESA) вместо MCA и EISA. Отличается BIOS, адресация ввода-вывода, управление памятью и графикой. Несмотря на это, локализованные версии MS-DOS и Windows всё равно запускались на PC-98XX.
Компания Seiko Epson производила клоны PC-98XX и совместимую периферию.